# Муселим
Муселим (тур. müsellim, арап. musälläm) заступник паше у санџаку који му је дат као арпалук; обласни управник; срески начелник, синоним за кајмакам.
Муселим значи и онај који је повлашћен, привилегован, ослобођен делимично или потпуно од редовних државних и феудалних терета (пореза…).